# Bisschoppelijk College Broekhin
Bisschoppelijk College Broekhin is een rooms-katholieke scholengemeenschap voor voortgezet onderwijs in Roermond die voortkomt uit het Roermondse Bisschoppelijk College dat in 1851 werd gesticht door apostolisch vicaris van het bisdom Roermond, monseigneur Paredis. In de jaren zestig werd het college gesplitst en in augustus 1970 openden de deuren van BC Broekhin aan de Bob Boumanstraat.
BC Broekhin biedt anno 2024 onderwijs aan zo'n 1550 leerlingen en heeft afdelingen voor de leerwegen vmbo theoretische leerweg, havo, atheneum en gymnasium. Tot aan schooljaar 2006/2007 bestond de hoofdlocatie uit twee gebouwen: een voor de leerjaren 1 en 2 en een voor de leerjaren 3 tot en met 6. Door een sterke groei in het aantal leerlingen bleek dat een aanbouw noodzakelijk was. Een verbindingsgebouw tussen beide gebouwen is daarom vanaf het schooljaar 2007/2008 in gebruik genomen. Sindsdien zijn er in totaal 9 nieuwe lokalen bijgekomen.
Broekhin biedt tweetalig onderwijs aan. Een vervolg hierop, het International Baccalaureate (kortweg IB), wordt gegeven in de leerjaren 4 tot en met 6 waarbij het vierde leerjaar bedoeld is als opstap en voorbereiding. Op de havo-afdeling wordt het programma 'Greater Skills' aangeboden; dit betekent dat er een praktijk-component wordt toegevoegd aan het curriculum. 
Sinds het schooljaar 2023-2024 staat Anders Leren Tijd (AL-tijd) geprogrammeerd voor alle afdelingen én schoolbreed. Deze AL-tijd is bedoeld om ondersteuning, verrijking en talentontwikkeling mogelijk te maken. Ook zijn er buitenschoolse activiteiten, zoals de Technische Toneel Commissie, CULT! en diverse uitwisselingen.

## Vrijeschool
Vanaf het schooljaar 2013-2014 is er ook een Vrijeschool-afdeling actief. Deze afdeling maakt deel uit van het college maar heeft wel een eigen visie en identiteit. De afdeling is begonnen met één zevende klas. Om de leerlingen van goed onderwijs te kunnen voorzien, heeft een deel van de leraren van het college zich laten bijscholen tot vrijeschoolleraar en vinden er regelmatig bijscholingen plaats.
In het schooljaar 2023-2024 waren er bijna 300 leerlingen op de vrijeschoolafdeling. Vanaf het schooljaar 2018-2019 zijn er ook twee basisschoolklassen gehuisvest in het gebouw van BC Broekhin.

## Rectoren en directeuren van BC Broekhin
- Tot augustus 1974 rector W. Theunissen
- Augustus 1974 - juli 1996  rector Tijs Dorenbosch
- Augustus 1996 - juli 2004 rector Hans van Beek
- Augustus 2004 - juli 2010 directeur Flip Werter
- Augustus 2010 - juli 2015 directeur Jessica Baart
- November 2015 - december 2019  directeur Jos Gijzen
- Januari 2020 - juli 2024  directeur Marc Demandt
- Augustus 2024 - heden  directeur Elianne Engelen